# María Martínez
María Martínez (San Ildefonso, Nou Mèxic, 1887-1980) fou una artesana ameríndia de l'ètnia san ildefonso. Pertanyia a una família tradicional, va aprendre terrisseria tradicional de la seva tia, i només estudià uns anys a l'escola. Va visitar diverses fires estatals i aviat guanyà fama com a gran terrissaire. Des del 1915 va exposar la seva terrissa negra a l'estranger, i molts antropòlegs i col·leccionistes (com Rockefeller) la compraren. Va rebre condecoracions com de la Universitat de Colorado el 1953. El seu fill, Popovi Da, i el seu net, Tony Da, continuaren el seu art.